# Şehsuvar Hanım
Şehsuvar Hanım, död 1945, var första hustru till den osmanska kalifen Abd ül-Mecid II (regerande 1922–1924).
Hon var dotter till en cirkassisk tjänare vid hovet och gavs som barn till det kejserliga osmanska haremet. Hon gifte sig med Abd ül-Mecid II 1896. Paret fick ett barn, en son. 
Shehsuvar beskrivs som sin makes favoritfru. Hon delade sin mans kärlek till konst. Hon tog piano- och cellolektioner och utmärkte sig i musik. Abdulmecid var konstnär och förevigade sin huvudfru i flera målningar. 
Det osmanska sultanatet avskaffades 1 november 1922 och det osmanska kalifatet i mars 1924, varefter alla medlemmar av den före detta osmanska dynastin förvisades från den nya republiken Turkiet. Familjen bosatte sig då i Nice i Frankrike, där de levde på underhåll från flera utländska muslimska kungafamiljer. 